# Ortalis wagleri
Il Ciacialaca panciarossiccia (Ortalis wagleri) è un uccello galliforme della famiglia dei Cracidi. Si trova solo in Messico e i suoi habitat naturali sono le foreste secche di latifoglie tropicali e subtropicali e le foreste pluviali di latifoglie tropicali e subtropicali, ma si è adattato a vivere anche in ambienti degradati dall'azione umana. Questi uccelli si nutrono di frutta e vivono fino ad un'altezza di 1300 metri, anche se occasionalmente se ne rinvengono esemplari anche a 2000 metri.